# 科波縣

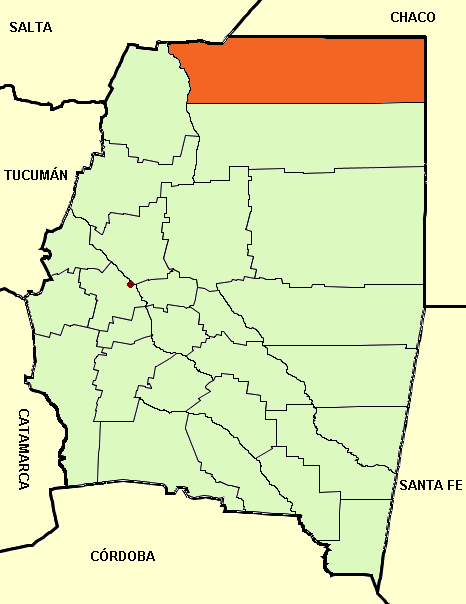

25°48′22″S 62°49′53″W / 25.80611°S 62.83139°W
科波縣（西班牙語：Departamento Copo），是阿根廷的縣份，位於該國北部聖地亞哥-德爾埃斯特羅省，首府設於蒙特克馬多，面積12,604平方公里，2010年人口31,404，人口密度每平方公里2.49人。